# Supercoupe des Pays-Bas de football
La Supercoupe des Pays-Bas ou Johan Cruijff Schaal est une compétition de football opposant le vainqueur du Championnat des Pays-Bas à celui de la Coupe des Pays-Bas. Elle a lieu depuis 1991.

## Le trophée
C'est le trophée Johan Cruijff. Il s'agit d'un plat en argent d'un diamètre de 60 centimètres. Il est semblable au trophée reçu par les champions des Pays-Bas. Il porte les inscriptions suivantes :
- Sur le haut : « Johan Cruijff Schaal X ». Le X correspond au dix en chiffres romains. Ce chiffre évolue donc tous les ans. Cruijff s'écrit « ij » par opposition à l'épellation internationale en utilisant un « y ». C'est aussi une référence aux chiffres romains.
- Au centre : KNVB suivi de la date du match (KNVB pour « Koninklijke Nederlandse Voetbal Bond » - Association du football du Royaume Néerlandais)
- Sur le bas : Le nom des deux équipes jouant le match, le champion à gauche, le vainqueur de la coupe à droite.

## Palmarès
| Année                        | Vainqueur                                                 | Finaliste                                                 | Score                                                     |
| 1949                         | SVV                                                       | Quick 1888                                                | 2-0                                                       |
| Non jouée entre 1950 et 1990 |                                                           |                                                           |                                                           |
| 1991                         | Feyenoord Rotterdam                                       | PSV Eindhoven                                             | 1-0                                                       |
| 1992                         | PSV Eindhoven                                             | Feyenoord Rotterdam                                       | 1-0                                                       |
| 1993                         | Ajax Amsterdam                                            | Feyenoord Rotterdam                                       | 4-0                                                       |
| 1994                         | Ajax Amsterdam                                            | Feyenoord Rotterdam                                       | 3-0                                                       |
| 1995                         | Ajax Amsterdam                                            | Feyenoord Rotterdam                                       | 2-1 (ap)                                                  |
| 1996                         | PSV Eindhoven                                             | Ajax Amsterdam                                            | 3-0                                                       |
| 1997                         | PSV Eindhoven                                             | Roda JC                                                   | 3-1                                                       |
| 1998                         | PSV Eindhoven                                             | Ajax Amsterdam                                            | 2-0                                                       |
| 1999                         | Feyenoord Rotterdam                                       | Ajax Amsterdam                                            | 3-2                                                       |
| 2000                         | PSV Eindhoven                                             | Roda JC                                                   | 2-0                                                       |
| 2001                         | PSV Eindhoven                                             | FC Twente                                                 | 3-2                                                       |
| 2002                         | Ajax Amsterdam                                            | PSV Eindhoven                                             | 3-1                                                       |
| 2003                         | PSV Eindhoven                                             | FC Utrecht                                                | 3-1                                                       |
| 2004                         | FC Utrecht                                                | Ajax Amsterdam                                            | 4-2                                                       |
| 2005                         | Ajax Amsterdam                                            | PSV Eindhoven                                             | 2-1                                                       |
| 2006                         | Ajax Amsterdam                                            | PSV Eindhoven                                             | 3-1                                                       |
| 2007                         | Ajax Amsterdam                                            | PSV Eindhoven                                             | 1-0                                                       |
| 2008                         | PSV Eindhoven                                             | Feyenoord Rotterdam                                       | 2-0                                                       |
| 2009                         | AZ Alkmaar                                                | SC Heerenveen                                             | 5-1                                                       |
| 2010                         | FC Twente                                                 | Ajax Amsterdam                                            | 1-0                                                       |
| 2011                         | FC Twente                                                 | Ajax Amsterdam                                            | 2-1                                                       |
| 2012                         | PSV Eindhoven                                             | Ajax Amsterdam                                            | 4-2                                                       |
| 2013                         | Ajax Amsterdam                                            | AZ Alkmaar                                                | 3-2                                                       |
| 2014                         | PEC Zwolle                                                | Ajax Amsterdam                                            | 1-0                                                       |
| 2015                         | PSV Eindhoven                                             | FC Groningue                                              | 3-0                                                       |
| 2016                         | PSV Eindhoven                                             | Feyenoord Rotterdam                                       | 1-0                                                       |
| 2017                         | Feyenoord Rotterdam                                       | Vitesse Arnhem                                            | 1-1, 4-2 tab                                              |
| 2018                         | Feyenoord Rotterdam                                       | PSV Eindhoven                                             | 0-0, 6-5 tab                                              |
| 2019                         | Ajax Amsterdam                                            | PSV Eindhoven                                             | 2-0                                                       |
| 2020                         | Abandon en raison de la pandémie de Covid-19 aux Pays-Bas | Abandon en raison de la pandémie de Covid-19 aux Pays-Bas | Abandon en raison de la pandémie de Covid-19 aux Pays-Bas |
| 2021                         | PSV Eindhoven                                             | Ajax Amsterdam                                            | 4-0                                                       |
| 2022                         | PSV Eindhoven                                             | Ajax Amsterdam                                            | 5-3                                                       |
| 2023                         | PSV Eindhoven                                             | Feyenoord Rotterdam                                       | 1-0                                                       |
| 2024                         | Feyenoord Rotterdam                                       | PSV Eindhoven                                             | 4-4, 4-2 tab                                              |

## Bilan
| Clubs               | Titres | Années                                                                             |
| ------------------- | ------ | ---------------------------------------------------------------------------------- |
| PSV Eindhoven       | 14     | 1992, 1996, 1997, 1998, 2000, 2001, 2003, 2008, 2012, 2015, 2016, 2021, 2022, 2023 |
| Ajax Amsterdam      | 9      | 1993, 1994, 1995, 2002, 2005, 2006, 2007, 2013, 2019                               |
| Feyenoord Rotterdam | 5      | 1991, 1999, 2017, 2018, 2024                                                       |
| FC Twente           | 2      | 2010, 2011                                                                         |
| FC Utrecht          | 1      | 2004                                                                               |
| AZ Alkmaar          | 1      | 2009                                                                               |
| PEC Zwolle          | 1      | 2014                                                                               |